# Koichi Iida
Koichi Iida (飯田 鴻一) (Osaka, 20 de maio de 1888 - Honolulu, 8 de novembro de 1973) foi um nipo-americano do Havaí. Ele é conhecido por fundar o Central Pacific Bank.

## Vida e educação
Iida nasceu em 20 de maio de 1888 em Osaka,  filho de Matsukichi Iida, que se mudou para Honolulu em 1895.
Em 1906 Koichi Iida se formou na Osaka Commercial School. Ele então se mudou para Los Angeles, onde estudou inglês. Cinco anos depois, mudou-se para o Havaí e juntou-se ao pai na administração do negócio. Matsukichi voltou ao Japão em 1931, deixando o negócio para Koichi.

## Carreira
Iida foi um membro fundador do Sindicato de comerciantes japoneses de Honolulu e foi eleito presidente em 1928. Quando o sindicato se fundiu com a Câmara de Comércio Japonesa de Honolulu, ele se tornou seu presidente em 1940. Nesse ínterim, seu negócio continuou a crescer até que ele foi preso em vários campos de internamento no continente durante a Segunda Guerra Mundial. Ele foi preso durante a guerra e retornou ao Havaí em 1945. Depois de retornar, ele trabalhou com Daizo Sumida e Shuichi Fukunaga para reviver a Câmara. Ele foi novamente eleito presidente em 1948. Iida também foi o primeiro presidente do Central Pacific Bank, fundado em 1954. Quando o Centro Comercial de Ala Moana foi inaugurado em 1959, a loja Iida era uma das 50 primeiras do shopping a operar naquele local até 2005.
Iida foi condecorado com a Ordem do Tesouro Sagrado, 5ª classe, em 1965. Em 1970, ele se aposentou como membro do Conselho do Central Pacific Bank. Ele morreu em 8 de novembro de 1973.